# たたきごぼう

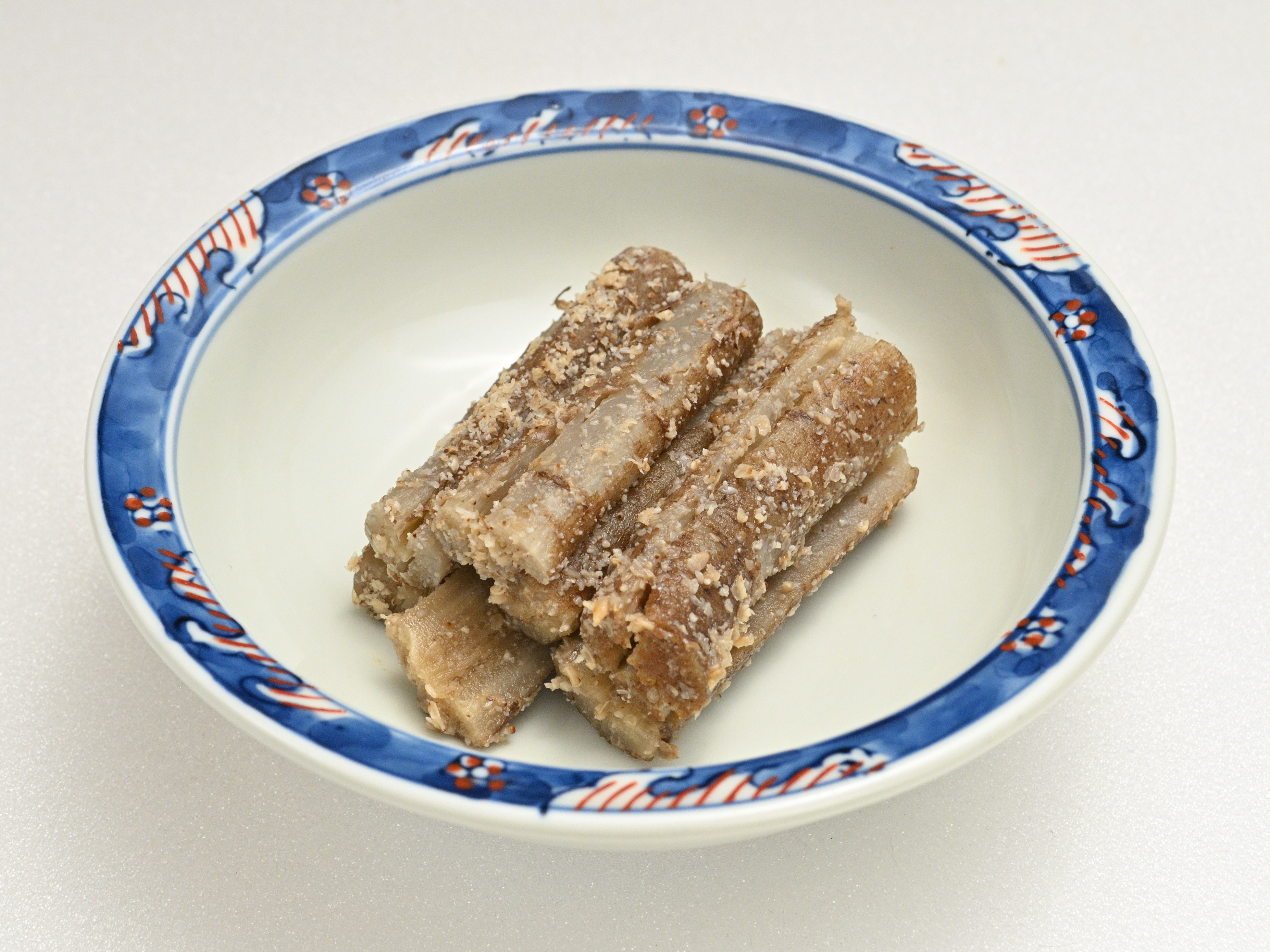
たたきごぼう

たたきごぼうはゴボウを用いた日本の料理。近畿地方を中心に、正月料理としても作られる。

## 概要
ゴボウの皮をこそぎ、太いものは2 - 4つに割って4 - 5cmの長さに切る。水にさらしてあくを抜き、酢を入れた熱湯でさっとゆでる。ゆでる前または後に包丁の峰などでたたき、繊維を砕いて軟らかくする。味付けは甘酢、ごま酢、醤油煮、くるみ和えなど様々である。
東北地方から近畿地方にかけての広い地域で作られている。近畿地方においては神饌のゴボウ料理が発展し、正月料理になったものと見られる。